# Mitrastema
A Mitrastema parazita növények nemzetsége; két, össze nem függő területen élő faj tartozik ide. A Mitrastemonaceae család egyedüli nemzetsége. A Mitrastema fajai a bükkfafélék gyökér-endoparazitái.

## Rendszerezése
A Mitrastema rendszertani helye sokáig bizonytalan volt. Először a Rafflesiales rendbe sorolták más élősködő növényekkel, de ennek a rendnek a polifiletikussága régóta gyanítható volt. 2004-ben a mitokondriális DNS vizsgálata alapján az Ericales rendbe sorolták a nemzetséget.

### Fajai
Két faj ismeretes, az M. matudae Közép-Amerikában található, míg az M. yamamotoi Délkelet-Ázsiában és Japánban. Egyesek a Mitrastemon yamamotoi var. kanehirai-t is külön fajként kezelik.

### Helyesírás
A latin „mitra” püspöksüveget jelent, míg a „stema” porzót, tehát a génusz neve a püspöksüveg alakú porzószálra utal. Sajnos Makino 1909-ben véletlenül a girland vagy koszorú jelentésű „stemma” szót írta le ehelyett; ortográfiai hibaként a botanikai nevezéktan szabályai szerint ez korrigálható. Mindenesetre a tévedés okán a génusznak több írásmódja elterjedt, köztük Mitrastemma, Mitrastemon és Mitrastema. Ezek az írásmódok a családnévbe is bekerültek: Mitrastemonaceae Makino (in Bot. Mag. Tokyo 25:252) konzervált név lett 1966-ban (ICBN App. IB), Mitrastemataceae (Mabberley használja 2008-as kiadású Plant Book-jában).
Reveal a Mitrastemon név konzerválására való javaslatot nyújtott be (Taxon 2010, 59: 299-300). Még nem tudni, kedvezően döntött-e a bizottság a javaslattal kapcsolatban.